# Granier (plaats)
Granier is een Franse plaats en voormalige gemeente in het departement Savoie in de regio Auvergne-Rhône-Alpes en telt 308 inwoners (1999). De plaats maakt deel uit van het arrondissement Albertville.

## Geschiedenis
Granier was onderdeel van het kanton Aime tot dit op 22 maart 2015 werd opgeheven en de gemeenten werden opgenomen in het op die dag gevormde kanton Bourg-Saint-Maurice. Op 1 januari 2015 fuseerde de gemeente met Aime en Montgirod tot de commune nouvelle Aime-la-Plagne.

## Geografie
De oppervlakte van Granier bedraagt 29,0 km², de bevolkingsdichtheid is 10,6 inwoners per km².
De onderstaande kaart toont de ligging van Granier (plaats) met de belangrijkste infrastructuur en aangrenzende gemeenten.

## Demografie
Onderstaande figuur toont het verloop van het inwonertal.

## Zelfde naam
De gemeente heeft dezelfde naam als het dorp Granier dat in 1248 werd verwoest door een bergstorting van de bergpiek Mont Granier. De gemeente ligt eveneens in het departement Isère, maar niet bij de genoemde bergpiek en heeft er verder niets mee te maken.